# 블루리본 서베이
《블루리본 서베이》는 대한민국 최초의 레스토랑 가이드로, 2005년 11월부터 발행을 시작했다. 웹사이트를 통해 수집한 일반인들의 평가 데이터를 반영하여 매년 발행되고 있다.

## 역사
<주간한국>과의 인터뷰에 따르면, 김은조 편집장은 1999년부터 블루리본 서베이를 계획하고 있었다. 그러나 당시에는 국내 전문 레스토랑의 수가 적고 음식과 서비스의 수준도 낮아 평가가 무의미했다. 그러다 2002년 한일 월드컵 이후 전국적으로 레스토랑의 수가 많아지고 수준도 높아지면서 2005년에 블루리본 활동을 시작했다. 또한 프랑스의 미슐랭 가이드와 미국의 저갯 서베이의 장점을 조합해 블루리본을 만들었다.
2024년부터 코카콜라와 협업해 '레드리본'을 발표하고 있다.

## 평가 방식
- 블루리본 3개는 해당 분야에 가장 뛰어난 솜씨를 보이는 곳을 뜻한다.
- 2개는 주위 사람들에게 추천하고 싶은 곳이다.
- 1개는 시간을 내어 다시 방문하고 싶은 곳이다.[4]

평가자들은 음식에 관심이 많은 블로거나 미식가로 구성된 '일반인 기사단'과 관련 업계 관계자들이나 교수, 기자 등으로 구성된 '전문가 기사단'으로 분리되었다. 일반인 평가자들은 블루리본 2개까지 평가할 수 있었고, 전문가 평가자들만이 3개를 줄 수 있었다. 2019년부터는 전문가 평가를 없애고 일반인 평가자의 점수만 합산하여 블루리본 3개를 부여하고 있다. 이는 “2005년부터 축적된 독자들의 평가가 해를 거듭할수록 전문가 평가단과 같은 결과로 수렴되었기 때문”이다. 평가 항목은 맛과 분위기, 서비스와 가격 대비 만족도, 창의성과 전통성이다.

## 블루리본 어워드
《블루리본 어워드》는 대한민국 최초의 셰프 시상식이다. 2015년에 처음 개최되었으며, 블루리본 서베이가 주최한다. 수상자는 독자 투표로 결정된다.
2015년에 임정식(한식)과 임기학(외국 음식)이 올해의 셰프로 선정되었다. 이현희는 올해의 패스트리 셰프, 강민구는 올해의 영셰프를 수상했다.
2016년에 강민구(한식), 왕병호(동양식), 김대천(서양식)이 올해의 셰프로 선정되었다. 고은수는 올해의 패스트리 셰프, 이지원은 올해의 영셰프를 수상했다. 박효남과 이민은 공로상을 수상했다.